# Nacer Abdellah
Nacer Abdellah (Sidi Slimane, 3 marzo 1966) è un ex calciatore marocchino, di ruolo difensore.

## Palmarès

### Club

#### Competizioni nazionali
- Coppa del Belgio: 1

Mechelen: 1986-1987